# Grad Kolovrat
Grad Kolovrat ali Grad Spodnji Kolovrat (nemško Kolobarth) stoji na vzpetini jugovzhodno od naselja Kolovrat v bližini Izlak v občini  Zagorje ob Savi. Zgrajen je bil v prvi polovici 13. stoletja. Po močnih poškodbah v potresu 1895 je bil po letu 1945 delno obnovljen.

## Zgodovina
Grad so pozidali vitezi Kolovraški, ministeriali andeški, v prvi polovici 13. stoletja. Grad je v zgodovinskih listinah prvič posredno omenjen leta 1256, ko se omenja Gebehard s Kolovrata (Gebehardo de Cholobart). Vitezi Kolovraški so leta 1270 postali spanheimski ministeriali, takrat je Herman s Kolovrata prisegel zvestobo koroškemu vojvodi Filipu, bratu umrlega Ulrika Spanheimskega. Kolovraški so kmalu izumrli in sledili so jim različni lastniki. Leta 1326 se v dokumentih pojavi Greif Kolenc, 1359 pa je lastnica Pendit Greyffen. V drugi polovici 14. stoletja so bili lastniki majhnega gradu in gospoščine deželni knezi, ki so grad dajali v zastavo. Takrat se grad prvič direktno omenja kot »vesten« npr. leta 1444 kot »vest Kolobarth« skupaj z istoimensko vasjo »Kolobrat, haws, dorff, vest«.  
V začetku 16. stoletja so grad in posest pridobila družina plemenitih vitezov in kasneje baronov Raumschüsslov. Leta 1596 je grad posedoval Baltazar Raumschüssl, ki se je na Ogrskem boril s Turki. Ta družina je grad posedovala do 1660, ko ga je od Maternusa Raumschüssla kupil Adam Dinzl. 
(Ob prenovitvenih delih so v ruševinah našli ploščo, ki so jo potem vzidali v skalno steno, na kateri piše: »MATERNVS RAVMBSCHISEL VON SCHENNEGK ZV KOLOBRAT LUCREZIS SEIN EHL. GEMAHEL 1639«). 
Nadalje pa nimamo podatkov o lastnikih gradu vse do polovice 18. stoletja, ko je okoli leta 1750 lastnik gradu družina Pirkovič. Leta 1770 se izkazuje za lastnika Franc Ksaver Pirkovič. Njegovi potomci so lastniki Kolovrata vse do 1969, vendar takrat tam niso več bivali. Zgodovinar Janko Orožen navaja, da naj bi Pirkovičevi zapustili grajsko stavbo po hudem potresu leta 1895, ki je grad močno načel.
V času 2. svetovne vojne so Nemci uporabili razvaline za obnovo vaške ceste. Od ostalega preostanka razvalin so po letu 1945 delno obnovili grad člani družine Mal in ga preuredili v počitniško hišo. Leta 1997 je bil Kolovrat razglašen za kulturni spomenik. V domačiji ob gradu pa še vedno prebivajo potomci Pirkovič.